# Носков, Михаил Викторович
Михаи́л Ви́кторович Носко́в (род. 11 мая 1965) — российский дипломат. Чрезвычайный и полномочный посланник 1 класса (2021).

## Биография
Окончил Московский государственный институт международных отношений МИД России (МГИМО) (1995). Владеет английским, болгарским и немецким языками. На дипломатической работе с 1995 года.
В 2007—2009 годах — советник Постоянного представительства России при ООН в Нью-Йорке.
В 2009—2012 годах — начальник отдела в Департаменте международных организаций МИД России.
В 2012—2015 годах — генеральный консул Российской Федерации в Киркенесе (Норвегия).
В 2015—2016 годах — заместитель директора Департамента кадров МИД России.
В 2016—2020 годах — заместитель директора Департамента—Генерального секретариата МИД России.
С 11 ноября 2020 по 11 сентября 2023 года — чрезвычайный и полномочный посол Российской Федерации в Исландии.

## Дипломатический ранг
- Чрезвычайный и полномочный посланник 2 класса (16 декабря 2014)[3].
- Чрезвычайный и полномочный посланник 1 класса (11 июня 2021)[4].

## Семья
Женат, имеет взрослую дочь.